# Estádio Humberto Reale
O Estádio Humberto Reale foi o primeiro estádio de futebol de Sorocaba a receber uma partida oficial de futebol. Até a inauguração do Estádio Municipal Walter Ribeiro, foi a casa do Esporte Clube São Bento de Sorocaba. O estádio foi demolido e, atualmente, o local encontra-se em um processo de remodelação para um Centro de Treinamentos e Administrativo.

## História
A equipe do São Bento possuiu vários campos e sedes até 1924, ano em que uma comissão formada por dirigentes e apoiadores do clube buscou um terreno grande o suficiente para a construção de um estádio. Uma área foi encontrada na antiga Rua dos Morros (atual rua Coronel Nogueira Padilha), pertencente ao Coronel Quinzinho de Barros. Naquela época, foi realizado um acordo de comodato feito pelo seu proprietário e o clube. Por este acordo, a área foi cedida ao clube enquanto o clube existisse e para a finalidade de aquele espaço ser sua área de prática desportiva.
Para que o estádio fosse erguido, vários grupos de torcedores e simpatizantes doaram materiais de construção e dedicaram horas de trabalho. As obras iniciaram-se no dia 1 de março de 1925.
Após longos nove anos de trabalho, o estádio finalmente foi inaugurado em 25 de fevereiro de 1934, em uma grande cerimônia que encerrou-se com o empate entre São Bento 2 x 2 Palestra Itália. A princesa da festa foi Iza Stillitano, filha de um dos dirigentes e ex-jogador do clube, Francisco Stillitano.
Em 1953, o clube profissionalizou-se e, consequentemente, haveria a necessidade de ampliação do estádio. No dia 1 de maio de 1960, uma comissão presidida pelo Santo de Oliveira e formada por dirigentes e simpatizantes do clube foi inaugurada com o intuito de arrecadar um numerário suficiente em prol da aquisição e instalação da iluminação do estádio. A primeira vez que a iluminação foi usada foi no dia 13 de dezembro de 1962, em partida disputada contra o Elvira de Jacareí. Na oportunidade, o azulão sorocabano venceu pelo placar de 2 a 1, gols de Bazani e Cabral. A inauguração oficial ocorreu na partida em 1963 disputada entre São Bento e Seleção de Novos, vencida pelo São Bento por 2 a 1, gols de Picolé.
Com o acesso do São Bento ao Campeonato Paulista de 1962, novamente torcedores se uniram para ajudar deixar o Velho Alçapão de acordo com os requisitos da Federação Paulista de Futebol. A remodelação era necessária, vez que haveria jogos contra os grandes clubes do Estado, válidos pelo Campeonato Paulista da Divisão Especial de 1963. Em 1963, o estádio, que antes era chamado apenas de Campo do São Bento, passou a ser chamado de Estádio Dr. Humberto Reale, em homenagem ao ex-presidente do Azulão, falecido quatro anos antes.
O Estádio Dr. Humberto Reale já foi palco de grandes partidas, tendo como fato marcante a presença de Pelé em um dos embates entre a equipe do Santos Futebol Clube (considerado o melhor time do mundo à época) e o Esporte Clube São Bento, em 30 de outubro de 1963. Neste prélio, tido como um dos mais marcantes da história do estádio, o São Bento saiu vitorioso pelo placar de 3 a 2.
Ali, jogadores e torcedores viviam familiarizados, uma vez que os treinos do Bentão eram abertos ao público. Era constante a presença de, aproximadamente, 300 torcedores nos treinamentos do Azulão no Humberto Reale.
Um dos fatos mais marcantes da arquitetura do estádio estava na distância entre arquibancadas e campo. O local destinado à acomodação da torcida era muito próximo ao alambrado. Centenas de pessoas faziam questão de acompanhar os jogos em pé, junto ao alambrado, frente-a-frente com os jogadores. A pressão do torcedor era muito forte. Esta é uma das maiores diferenças em relação ao atual estádio Walter Ribeiro, o CIC - considerado por muitos como um "campo neutro".
O jogo de despedida do Velho Alçapão era para ser considerado realizado em 4 de outubro de 1978, entre São Bento 0-0 Ponte Preta. Na oportunidade, cerca de 12 mil torcedores estiveram presentes para dar adeus ao local de tantas glórias, emoções e momentos de entretenimentos. Porém, em 7 de fevereiro de 1979, realizou-se um último jogo noturno no Estádio Humberto Reale: São Bento 1-2 América, válido pelo 2º turno do Campeonato Paulista da Divisão Especial de 1978.
No final da década de 1970, com a mudança dos jogos para o Estádio Municipal Walter Ribeiro (CIC), o clube decidiu transformar a área do Estádio Dr. Humberto Reale em um conjunto poliaquático para os sócios. Máquinas destruíram o gramado ao abrirem diversas crateras. Entretanto, o projeto nunca foi a cabo, sendo abandonado posteriormente. A área atingida pelas obras parciais foi inutilizada para prática do futebol. Mais tarde, em 1987, uma comissão, liderada por Francisco Carnelós, remodelou o estádio, visando a fixação de uma sede administrativa, bem como a realização de treinamentos, jogos amistosos e partidas menores. Através desta iniciativa, o gramado foi refeito e o São Bento chegou a realizar alguns jogos amistosos no Humberto Reale, notadamente contra o Campeão Paulista de 1986, a Inter de Limeira e contra o Santo André. Até meados dos anos 2000, o estádio foi usado para partidas do Campeonato Amador de Sorocaba.
Apesar destas pontuais atividades, o clube não tinha mais o interesse de mandar jogos naquele local. Questões administrativas e de segurança foram fundamentais para esta decisão. Até meados de 2002, o clube mantinha o local como sede administrativa, onde eram realizadas as reuniões do Conselho Fiscal e Adminsitrativo, além de campo de treino das equipes de futebol.
No final dos anos 2000, em uma parceria com a Traffic, as arquibancadas de cimento e as de madeira foram demolidas para dar lugar a um centro de
treinamento devidamente equipado. Entretanto, em decorrência de várias divergências entre diretoria e empresa, as obras foram abandonadas. Com todo descaso, o Velho Humberto Reale não resistiu e cedeu às ações do tempo.

## Remodelação
Em 2011, após anos de abandono do Estádio Humberto Reale, a Associação "Vamos Subir, Bento!" (um grupo de torcedores que tem como objetivo resgatar a memória e a tradição do clube), iniciou a retomada das obras no Velho Alçapão.

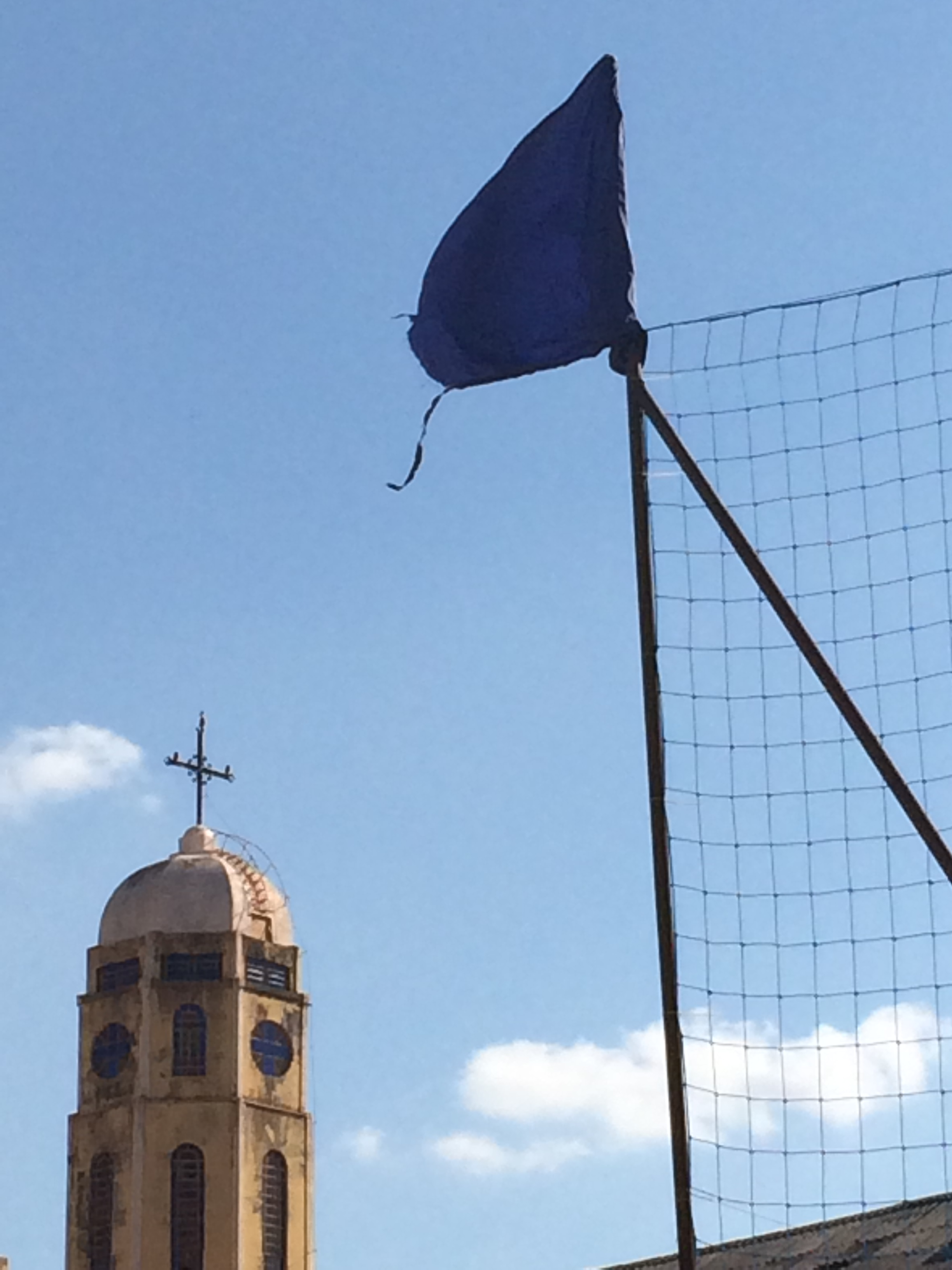
Vista do lado mais próximo ao "gol dos Padres", no antigo estádio Humberto Reale

Em meio a uma forte crise política e financeira atravessada pelo clube, a AVSB o promoveu, no dia 14 de setembro de 2011, o aniversário de 98 anos da instituição. Na oportunidade, estiveram presentes torcedores e simpatizantes, bem como grandes atletas que passaram pela história do clube. Ainda, empresários e ex-presidentes fizeram questão de festejar o quase centenário do clube. Os festejos iniciaram-se exatamente no estádio, e seguiram rumo a um bar próximo. Naquela ocasião, tomado de uma emoção muito grande por ver a quantidade de torcedores de todas as idades, o Laor Rodrigues, importante empresário e ex-presidente do clube, decidiu ingressar no projeto da Associação.
Ato contínuo ao ingresso, o Laor foi nomeado presidente da Comissão de Revitalização do Estádio Humberto Reale. A Comissão deu uma roupagem diferente ao local, que passou de estádio a Centro de Treinamentos Administrativo. Esta comissão mobilizou, por conta própria, toda a sociedade. Através de doações, foi dado início às obras no local. O projeto, cedido pela Associação dos Engenheiros e Arquitetos de Sorocaba, contempla vestiários, alojamentos, cozinha, sede administrativa e etc.
Devido aos recursos escassos para esta obra, o projeto foi modulado. A primeira fase foi concluída e entregue no dia 14 de setembro de 2013, dois anos após o início das obras e no mesmo dia em que o Esporte Clube São Bento completou seu centésimo aniversário. Na oportunidade, foi entregue o campo, vestiário e base para construção dos alojamentos.
As obras tendem a continuar no CTA Humberto Reale. As obras em andamento são: a edificação dos alojamentos para os atletas, lavanderia, sede administrativa e um restaurante aberto ao público. O clube realizou no ano de 2015, no qual participou do Paulistão, campanhas junto a sócios e torcedores para a conclusão dos alojamentos.